# Vriesland (Spijkenisse)
Vriesland was een polder op het eiland Putten die bestuurlijk eeuwenlang bij Hekelingen behoorde. Nu ligt de woonwijk Vriesland in die toenmalige polder, onderdeel van de Nederlandse plaats Spijkenisse, gemeente Nissewaard. De oorspronkelijke polder Vriesland omvatte ook het gebied ten zuiden van de Meeldijk, dat nu bij de wijk De Akkers hoort: de buurten Kreken en het zuidelijk deel van Donk. De polder Vriesland lag tussen Hekelingen en Simonshaven. Het gebied kent een lange geschiedenis.

## Geschiedenis
Bijzonder aan Vriesland is zijn lange geschiedenis, die veel verder teruggaat dan de rest van Spijkenisse. Al bijna 5000 jaar geleden woonden er mensen. In 1950 en 1980 zijn hier archeologische opgravingen geweest (net op tijd voor de bouw van de wijk!) en is een schat aan overblijfselen en informatie naar boven gehaald. Vanaf de middeleeuwen volgt Vriesland ongeveer hetzelfde patroon als de rest van Spijkenisse: bedijking, landbouw en ten slotte een woonwijk die oprijst uit de weilanden.

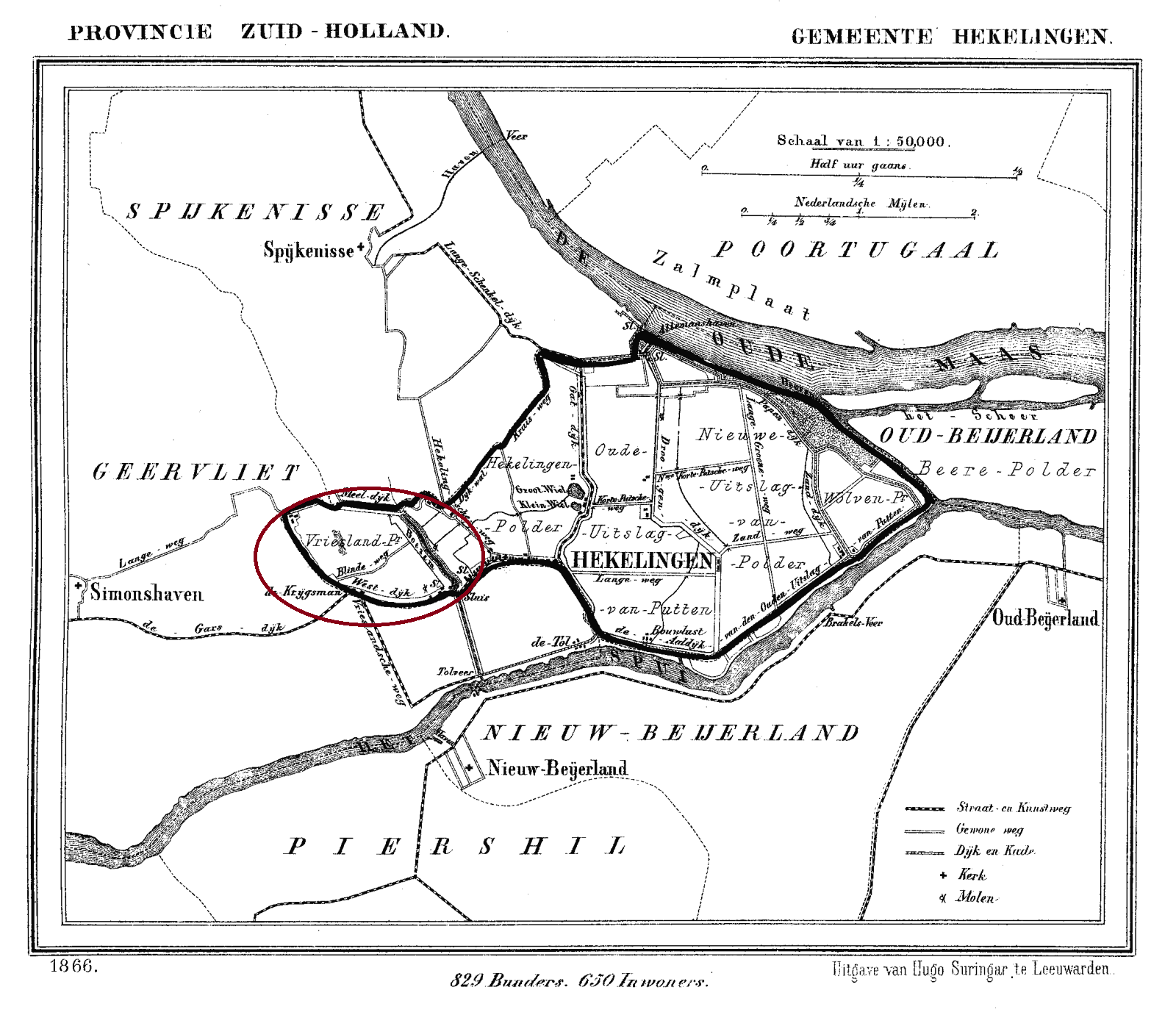
Ligging van polder Vriesland (1866)

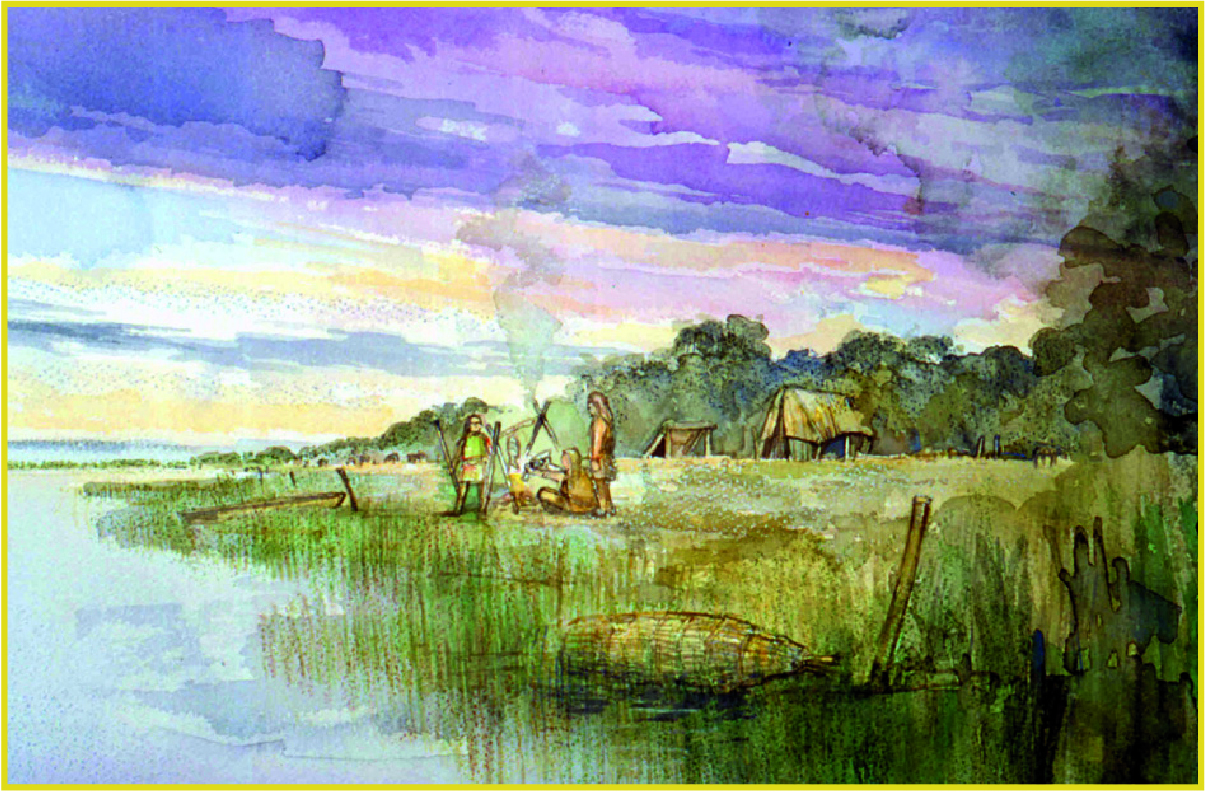
Reconstructie Vlaardingencultuur in Vriesland

### Neolithicum (Nieuwe Steentijd)
De oudste resten van bewoning in het huidige grondgebied van Spijkenisse, zijn gevonden in de voormalige polder Vriesland. Ze dateren uit ± 3000-2600 v. Chr. Dat is aan het einde van de (jonge) Steentijd, toen in Drenthe hunebedden werden gebouwd. Hier ging het om woonplekken op de iets hogere oever van een verdwenen kreek aan de zuidwest-rand van de huidige wijk Vriesland, in de buurt van het 'Archeologisch Monument Jagerskreek'.
De contouren en het landschap van de Zuid-Hollandse eilanden zagen er toen heel anders uit dan nu. Waar nu ongeveer het eiland Putten ligt, was toen een uitgestrekt veengebied, doorsneden met kreken. In dit natte gebied groeiden elzen en wilgen. Op de smalle droge oevers stonden els, hazelaar, esdoorn, es, sleedoorn, wilde appel, kornoelje, iepen en eiken. Hier leefden onder andere edelherten, reeën, everzwijnen, bruine beren, boommarters en bunzings; in het water: otters en bevers. Op de hogere oeverwallen van die kreken woonden groepen mensen.
Wonen en eten Deze Steentijdmensen woonden in kleine, houten hutten die gemaakt waren van boomstammen en afgedekt met rietmatten en boombast.  Waarschijnlijk woonden er enkele gezinnen, in totaal zo'n vijftien mensen. Ze behoorden tot de 'Vlaardingencultuur'. Ze leefden voornamelijk van de jacht (edelhert, ree, wild zwijn en pelsdieren, zoals bever, otter, wilde kat, boommarter en bunzing), en daarnaast van veeteelt (varkens, koeien, enkele schapen en geiten), visserij (steur, meerval, snoek en harder) en het verzamelen van vruchten zoals wilde appel, bessen, hazelnoot en waternoot. Ook aten ze granen (emmertarwe, gerst, lijnzaad), maar de vraag is of ze die in dit gebied teelden, omdat dit gebied daar ongeschikt voor lijkt, elders of via ruil hadden verkregen. Waarschijnlijk aten ze ook groenten, maar die laten geen sporen na. Onderzoeker Louwe Kooijman spreekt van een zeer gevarieerde voedselvoorziening. 

Het jachtgebied zal ongeveer een straal van acht km hebben gehad. Gerekend vanaf hun hutten zullen ze elke jachtpartij gemiddeld zo'n twee uur hebben moeten lopen, heen èn terug (met de buit).

Ze maakten gereedschappen als bijlen, vuurstenen snijwerktuigen, beitels en priemen van (herten)been, slijpstenen, pijlen en bogen voor de jacht, naalden om visnetten te maken en maalstenen om graan te malen. De bijlen zullen gebruikt zijn voor het kappen van bomen, de kleinere werktuigen voor het bewerken van huiden en het maken van andere werktuigen. Ze wisten uitermate oordeelkundig de juiste steen-, been- en houtsoort voor ieder doel uit te kiezen; de vormgeving was eenvoudig, maar doelmatig en weloverwogen. Hun keukengerei bestond onder meer uit voorraad- en kookpotten van klei, drinkbekers en een bakplaat. Sieraden of amuletten werden gemaakt door tanden van beren en herten te doorboren en ze aan een ketting te hangen. Voor het maken van textiel gebruikten ze spinklossen.

Of de groepen hier het hele jaar door leefden, of in de koude wintermaanden naar warmer oorden trokken, is een openstaande vraag.

Bij de beschreven levenswijze behoort een egalitaire samenleving; er zal weinig verschil in rijkdom binnen en tussen groepen zijn geweest.

Sociaal netwerk De groepen binnen de Vlaardingencultuur hadden onderling contact. Hun aardewerk toont grote mate van overeenkomsten, ze zullen geschenken hebben uitgewisseld, in ieder geval zal op die manier vuursteen zijn verkregen, dat uit de Noordfranse Kanaalkust bij Boulogne-sui-Mer kwam, buiten hun cultuurgebied.

Ze hebben er enkele eeuwen gewoond, van ongeveer 3000 v. Chr. tot 2600 v. Chr. Daarna was de mens hier enkele eeuwen afwezig.
Enkele gebruiksvoorwerpen:

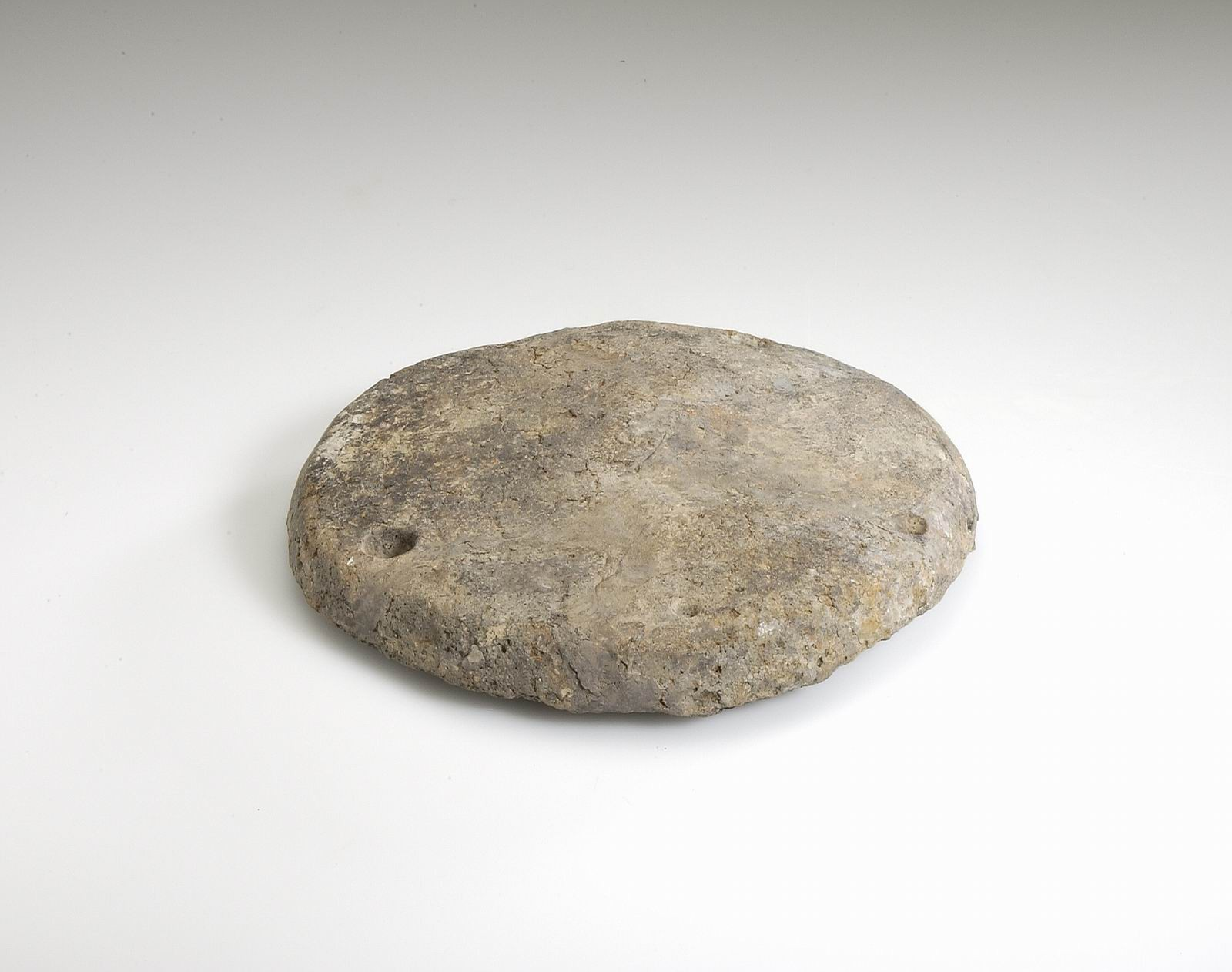
Bakplaat
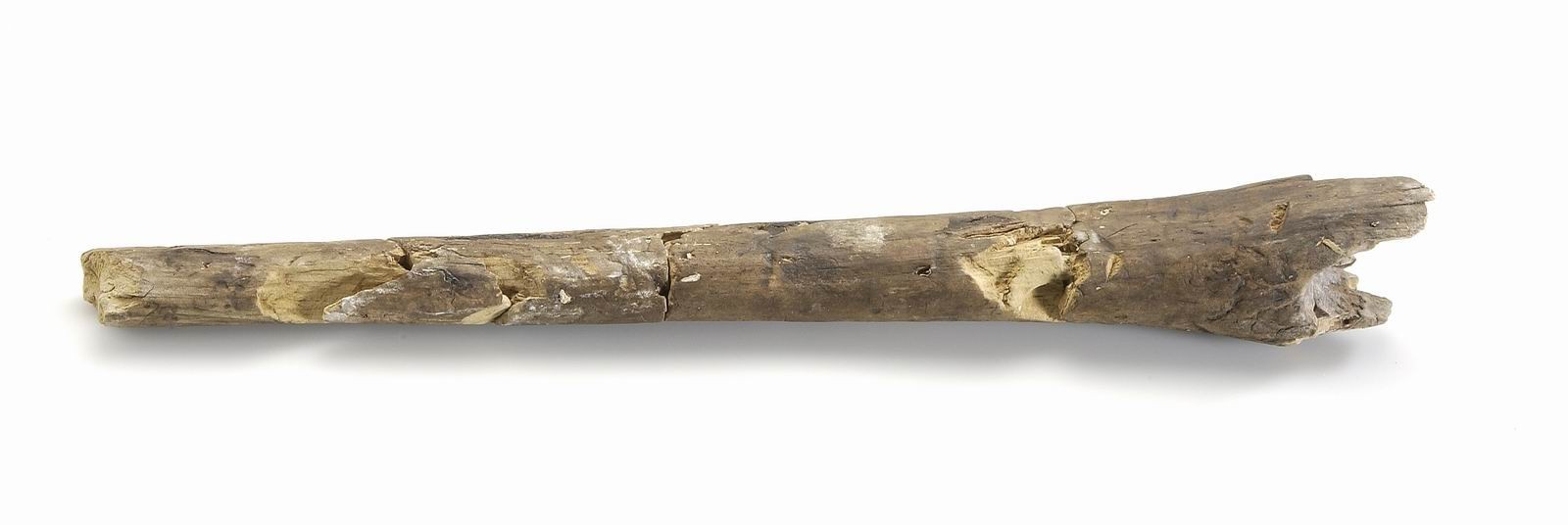
Bijlsteel
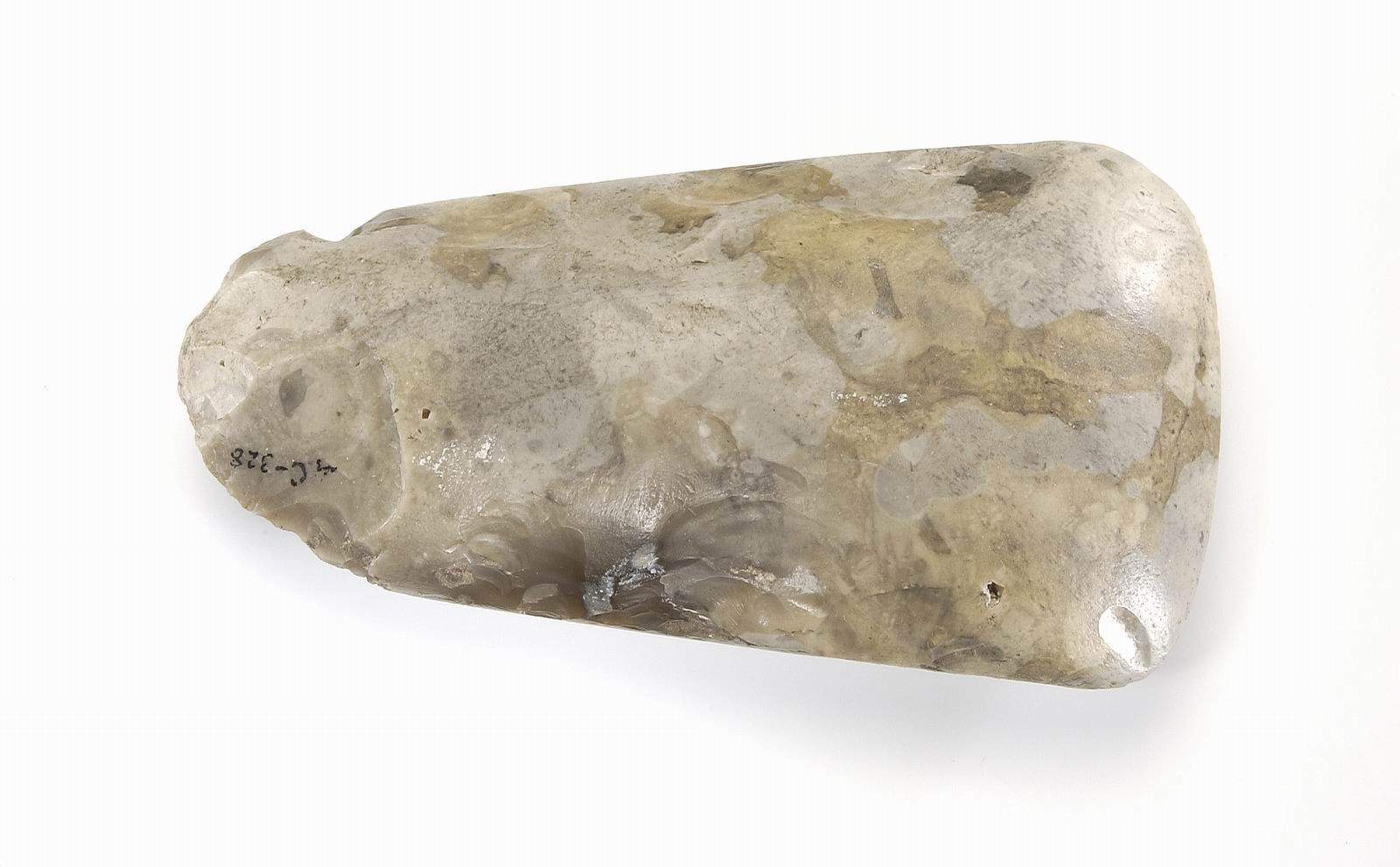
Bijlkop
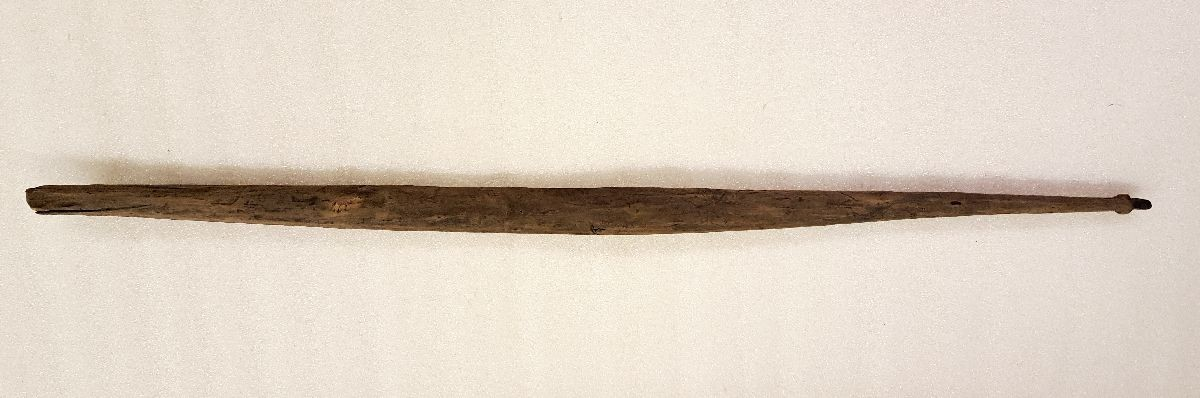
Boog
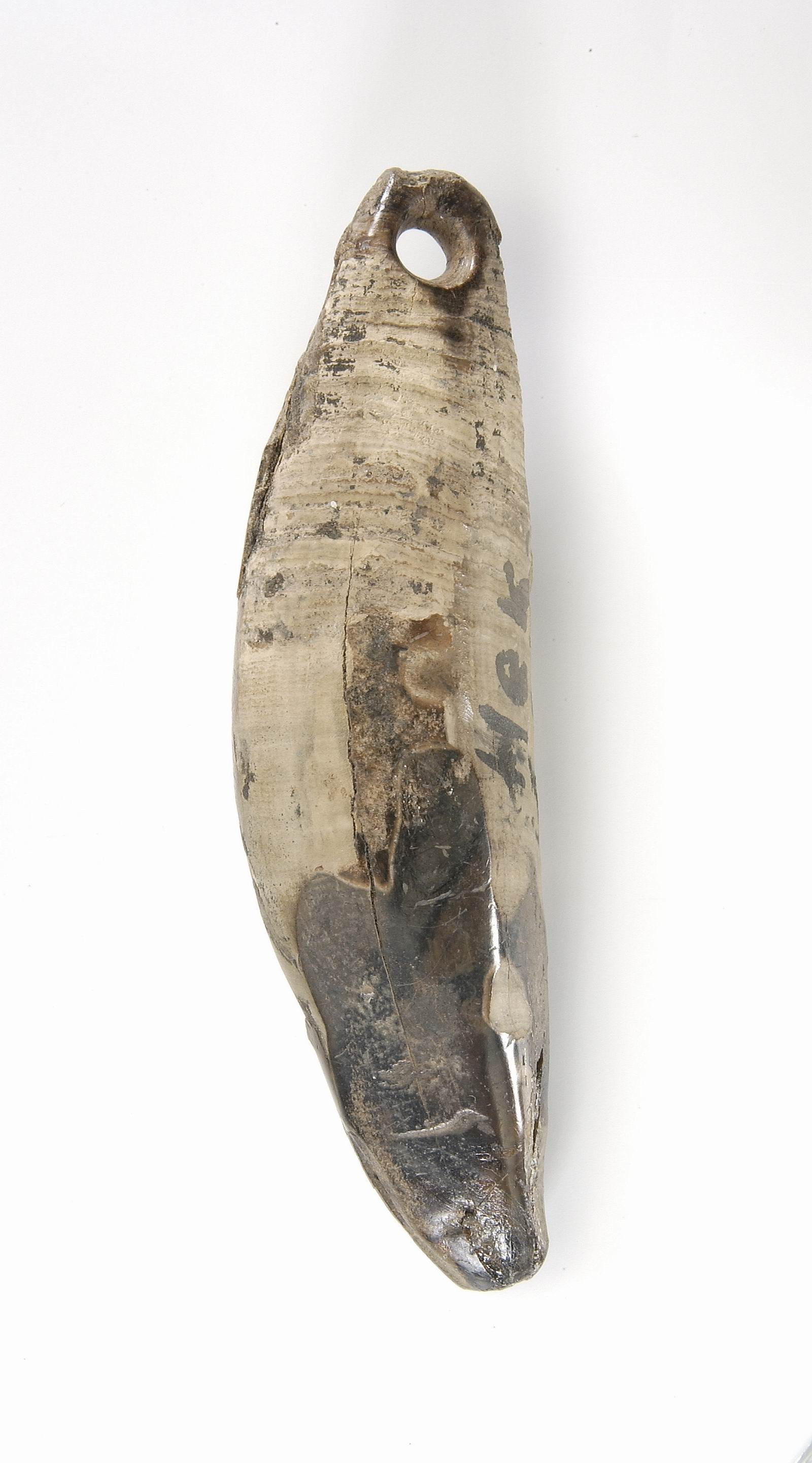
Hanger (berentand)
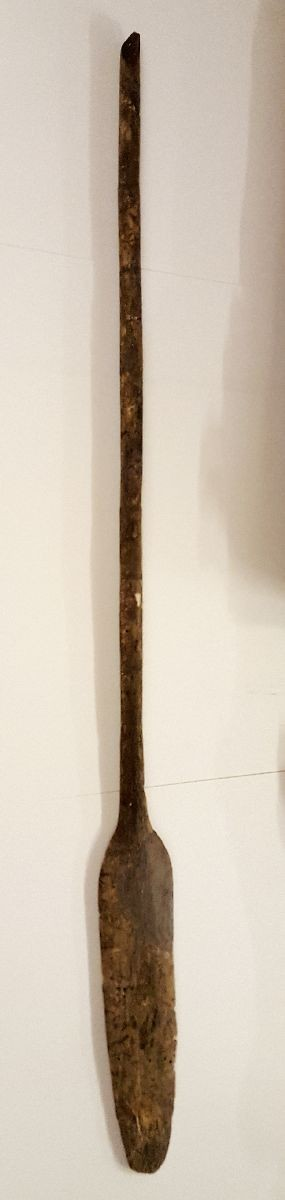
Peddel
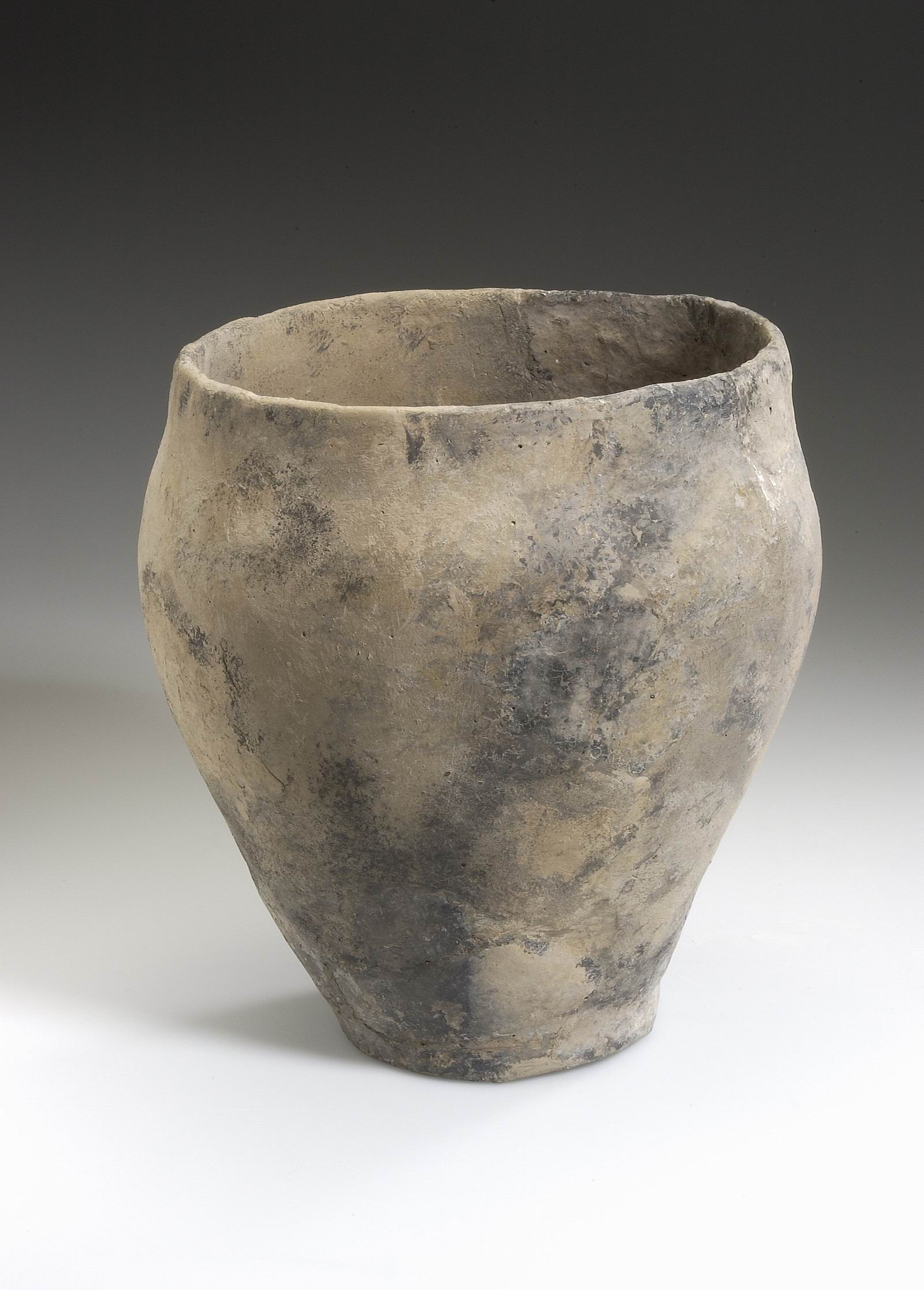
Pot
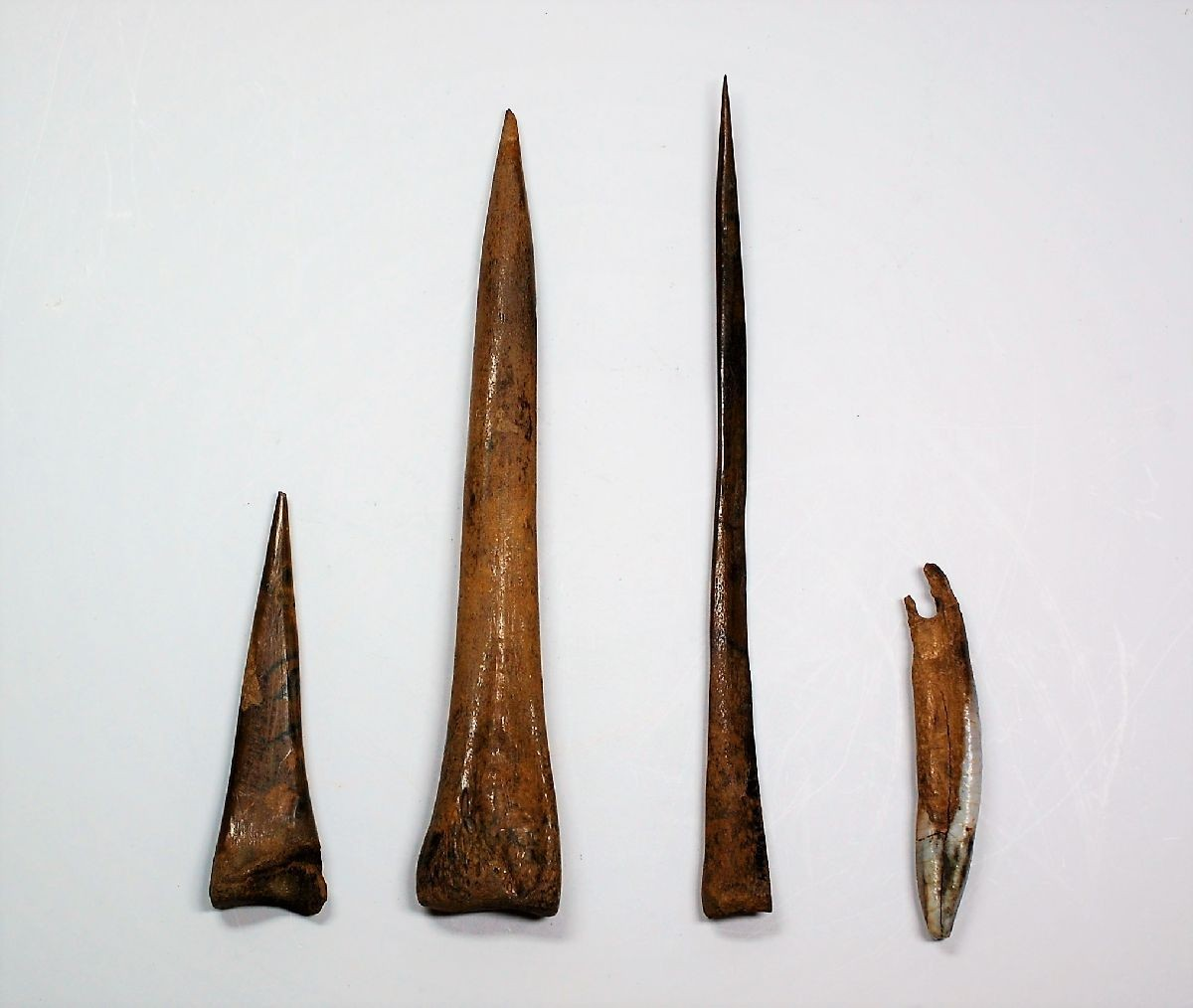
Priemen en naalden

### Bronstijd
Uit de periode rond 2200 v. Chr., tijdens de Klokbekercultuur, werden in een nederzetting  op ongeveer dezelfde plaats, fragmenten van aardewerken potten, enkele schilfers vuursteen, een skelet van een paard en een metalen ringetje gevonden. Het bleek een kamp voor rondtrekkende jagers te zijn geweest, dat jaar na jaar als uitvalsbasis werd gebruikt om uit te rusten, de vangst te bewerken en jachtwerktuigen te repareren. 

Tot 1800 v. Chr. bivakkeerden er nog weleens mensen op de oeverwallen. Daarna werd het gebied een moeras en onbewoonbaar.

### Middeleeuwen
Eind 12e eeuw werd Vriesland bedijkt. De polder werd destijds waarschijnlijk vernoemd naar een aannemer/bedijker van deze polder wiens achternaam Vriese was. 

Tot ongeveer 1980 was dit een landbouwgebied, met boerderijen en weilanden. Bestuurlijk hoorde het eerst bij de Heerlijkheid Putten en daarna bij het aangrenzende dorp Hekelingen.

Net als de andere polders op Putten, werden ook in Vriesland voorspoedige perioden afgewisseld met overstromingen en waren er afwateringsproblemen door een inklinkende bodem.  De krommingen in de dijken zijn waarschijnlijk een gevolg van deze overstromingen.

### 20e eeuw

#### Tweede Wereldoorlog
Op last van de Duitse bezetters werden in februari 1944 talrijke polders onder water gezet, om mogelijk geallieerde luchtlandingen te bemoeilijken. Ook de polder Vriesland kwam onder water te staan. In 1945 werd het inundatiewater weer weggemalen.

#### Opgravingen

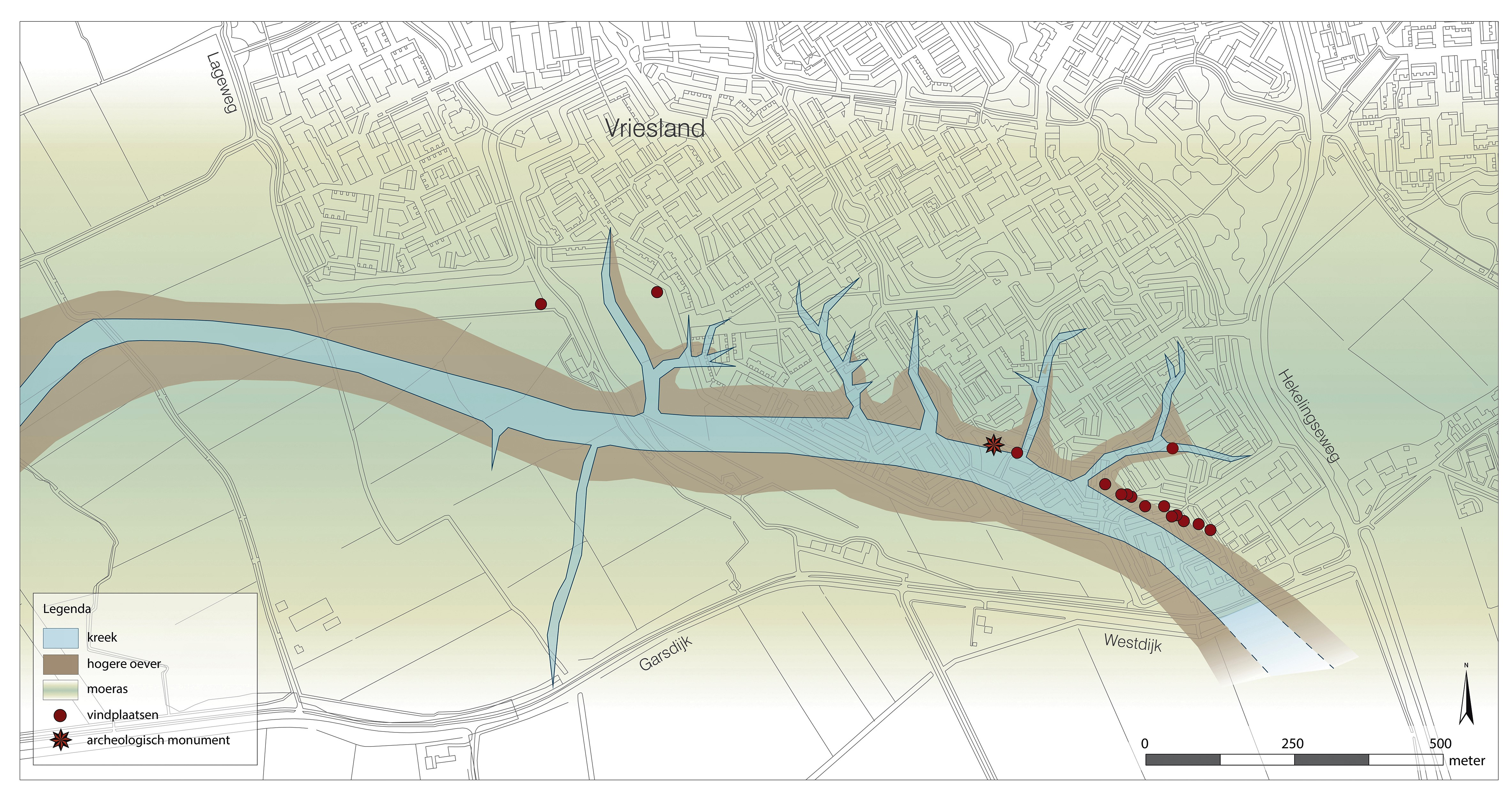
Kaart met vindplaatsen

In 1950 en 1980 zijn er archeologische opgravingen in de polder Vriesland geweest en tussendoor zijn enkele veldwaarnemingen uitgevoerd. Deze staan bekend als: 
- Hekelingen-I (opgraving in 1950)
- Hekelingen-II (veldwaarnemingen in 1967-1970)
- Hekelingen-III (opgraving in 1980)
- Hekelingen-IV (verkenning in 1980)

Hoewel de naam anders doet vermoeden, waren deze opgravingen in de polder Vriesland.
Hekelingen-I

In maart 1949 werden de eerste sporen van neolithische bewoning in de polder Vriesland ontdekt. In de zomer van 1950 volgde een archeologische opgraving. Tijdens deze opgraving werden aardewerk, beenderen en werktuigen gevonden; de werktuigen waren vuurstenen bijlen, een pijlpunt, boortje, priemen en beiteltjes. Daarnaast vond men een berentand met doorboring die waarschijnlijk als hanger werd gebruikt. Deze sporen bleken uit ± 2200 v. Chr. te zijn en sloten aan bij de eerder ontdekte Vlaardingencultuur.

Op de kleilaag die deze Steentijdwoonplaats overdekte, werden sporen gevonden van bewoning in de vroege Bronstijd, circa 1600 v.Chr., in de vorm van enkele houten paaltjes en scherven van wikkeldraadbekeraardewerk.

Dit was de enige, niet geheel vergraven vindplaats van de vroegste kustbewoners van heel westelijk Nederland. Deze plek had daardoor zo'n hoge archeologische waarde, dat hij wettelijk beschermd werd als archeologisch monument (per 4-10-1974).
Hekelingen-II

In 1967 werden elders in de polder Vriesland wederom resten gevonden van de Vlaardingencultuur en in 1970 opnieuw. Vervolgens verrichtte de Universiteit van Amsterdam in 1970 veldwaarnemingen en verzamelde men vondsten: aardewerk, botmateriaal van vee en jachtwild.
Hekelingen-III

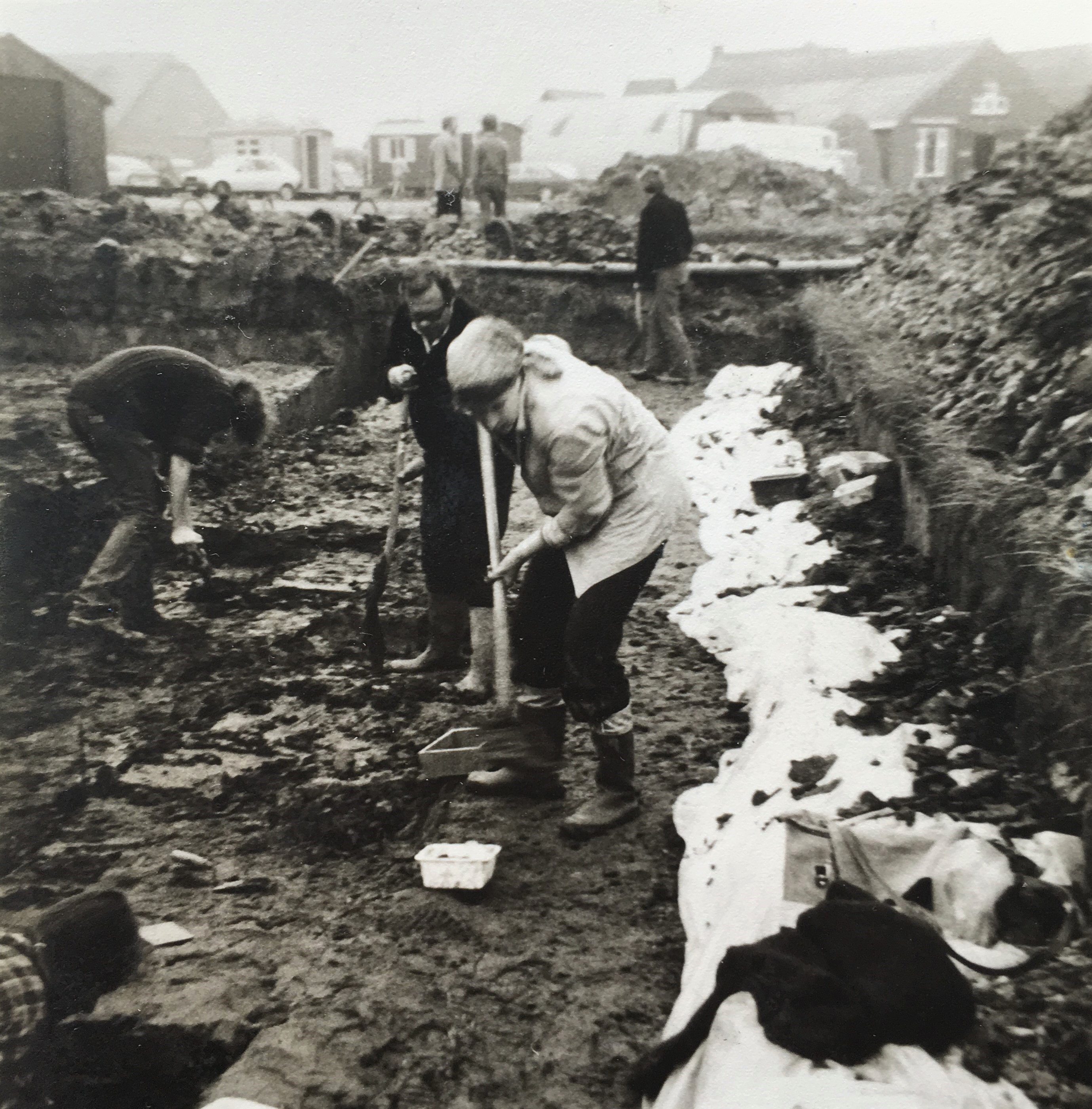
Opgraving Hekelingen-III, juli 1980

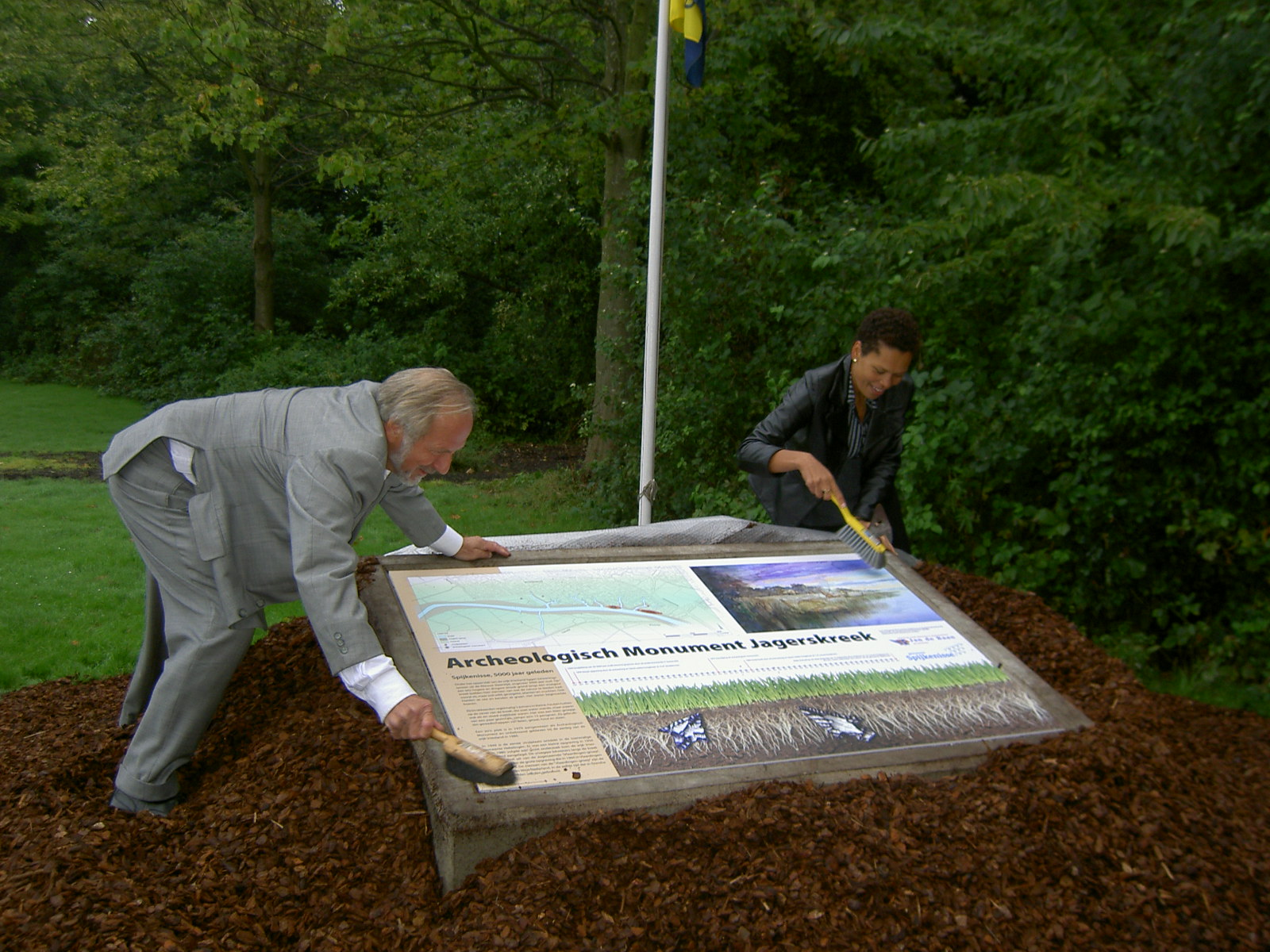
Onthulling Archeologisch Monument Jagerskreek door opgravingsleider L.P. Louwe Kooijmans en wethouder M.C. Lewis (13-9-2008)

In 1980 wilde Spijkenisse een woonwijk bouwen in de polder Vriesland, ook op plekken die archeologisch nog onontgonnen terrein waren. Door deze plannen werd de archeologische wereld overrompeld. Op 8 augustus 1979 schreef Jan de Baan (toen bezig met zijn laatste maand als winkelier, pas enkele maanden later zou hij als oudheidkundig medewerker in gemeentedienst komen) hierover een alarmerende brief aan het gemeentebestuur en diverse archeologische instanties. Daarna werd snel actie ondernomen en kon er op het laatste nippertje nog een archeologische opgraving worden gepland. Vóór 1 augustus moest die zijn uitgevoerd vanwege de bouwplannen; later werd deze datum opgerekt tot 2-10-1980. Nadat de financiering rond was, kon men op 17 maart 1980 aan de slag met het onderzoek, op 8 april werd met graven begonnen. In totaal werd 1800 m² onderzocht. 

Vondsten Er werden zo'n 30.000 vondsten gedaan, op vijftien locaties, verspreid over zeven verschillende woonplekken: sporen van palen van woningen, haardplaatsen, aardewerk, beenderen, werktuigen en afval. De woonplekken verschilden onderling qua grootte (van 200 m² tot 6 m in doorsnee), soorten en hoeveelheid vondsten en datering. Maar ze dateren allemaal wel uit dezelfde periode van de Vlaardingencultuur. Bijzondere vondsten waren twee crematiekuilen (de eerste 'bijzetting' van de Vlaardingencultuur), een skelet, een peddel (van in totaal 154 cm lang, gevonden in drie gedeeltes), de helft van een lange boog (80 cm) en een houten bijlsteel. Verder werden er, net als bij de eerdere opgravingen in Vriesland, resten gevonden van jachtwild, vee, vogels, vissen, en fraaie benen werktuigen: priemen, naalden en beitels. Het is vrij uitzonderlijk dat de houten werktuigen bewaard zijn gebleven. De omstandigheden in Vriesland waren daarvoor goed: beneden het grondwater en in klei en veen kan geen zuurstof doordringen. Juist daar blijven been, gewei, visresten en zelfs hout en touw vaak voortreffelijk bewaard.
Ook zijn er sporen van bewoning gevonden van enige eeuwen na de Vlaardingencultuur, in de vorm van houtskoolbrokken op de klei, die de oeverwal overdekt, uit 2.200-2.000 v.Chr.
De resultaten van deze opgraving gaven aanleiding om de beschermende maatregelen voor Hekelingen-I aan te passen. Dankzij medewerking van het projectbureau voor de woonwijk, door de opoffering van een minder belangrijk deel van het beschermde gebied en de herordening van een aantal woonblokken is dat gelukt. Ook is door deze opgraving voorkomen dat het daarvoor onbekende terrein "Hekelingen-III" onnodig werd vernield door bouwwerkzaamheden.
Dit onderzoek stond onder leiding van het Rijksmuseum van Oudheden (RMO) en het RMO betaalde er ook fors aan mee (ƒ 40.000 van de begrote ƒ 140.000; de twee andere subsidiegevers waren de gemeente Spijkenisse en de Provincie Zuid-Holland, elk voor ƒ 50.000). Waarschijnlijk zijn daardoor veel van de artefacten in de collectie van het RMO belandt.
Hekelingen-IV

In 1980 is tevens een klein veld onderzocht dat enkele vondsten opleverde. Waarschijnlijk ging het om een kortstondig kampement.

## Woonwijk Vriesland

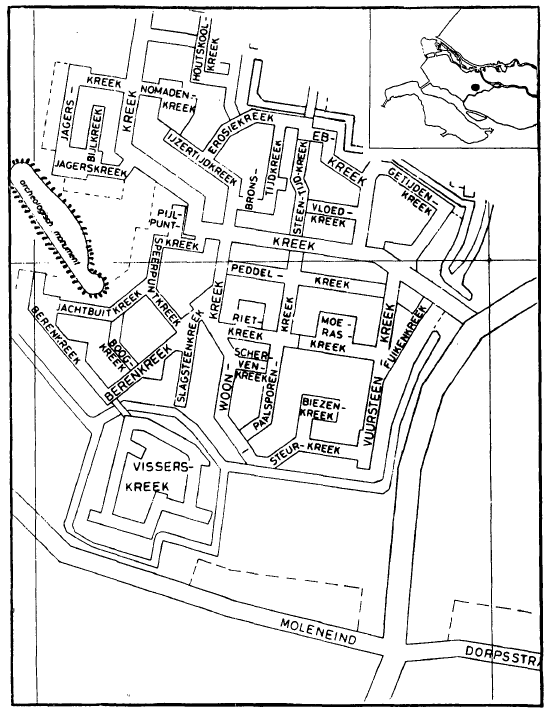
Archeologische straatnamen in De Kreek

Van 1981-1983 is er in de polder Vriesland gebouwd aan een nieuwe woonwijk. Alleen een strook in het zuiden bleef weiland. En het gebied van het archeologisch monument werd ingepast en bleef vrij van bouwactiviteiten. In de wijk staan veel eengezinswoningen, de hoogbouw heeft er slechts enkele verdiepingen. In een gedeelte van de nabijgelegen buurt Kreken herinneren de straatnamen nog aan de tijd van de vroegste bewoners: ze eindigen op kreek, hebben de namen van vondsten: Schervenkreek, Peddelkreek, Paalsporenkreek, Pijlpuntkreek, Speerpuntkreek, Vuursteenkreek, Boogkreek, Klokbekerkreek, of hebben namen van de perioden van de vondsten: Steentijdkreek, IJzertijdkreek, Bronstijdkreek.

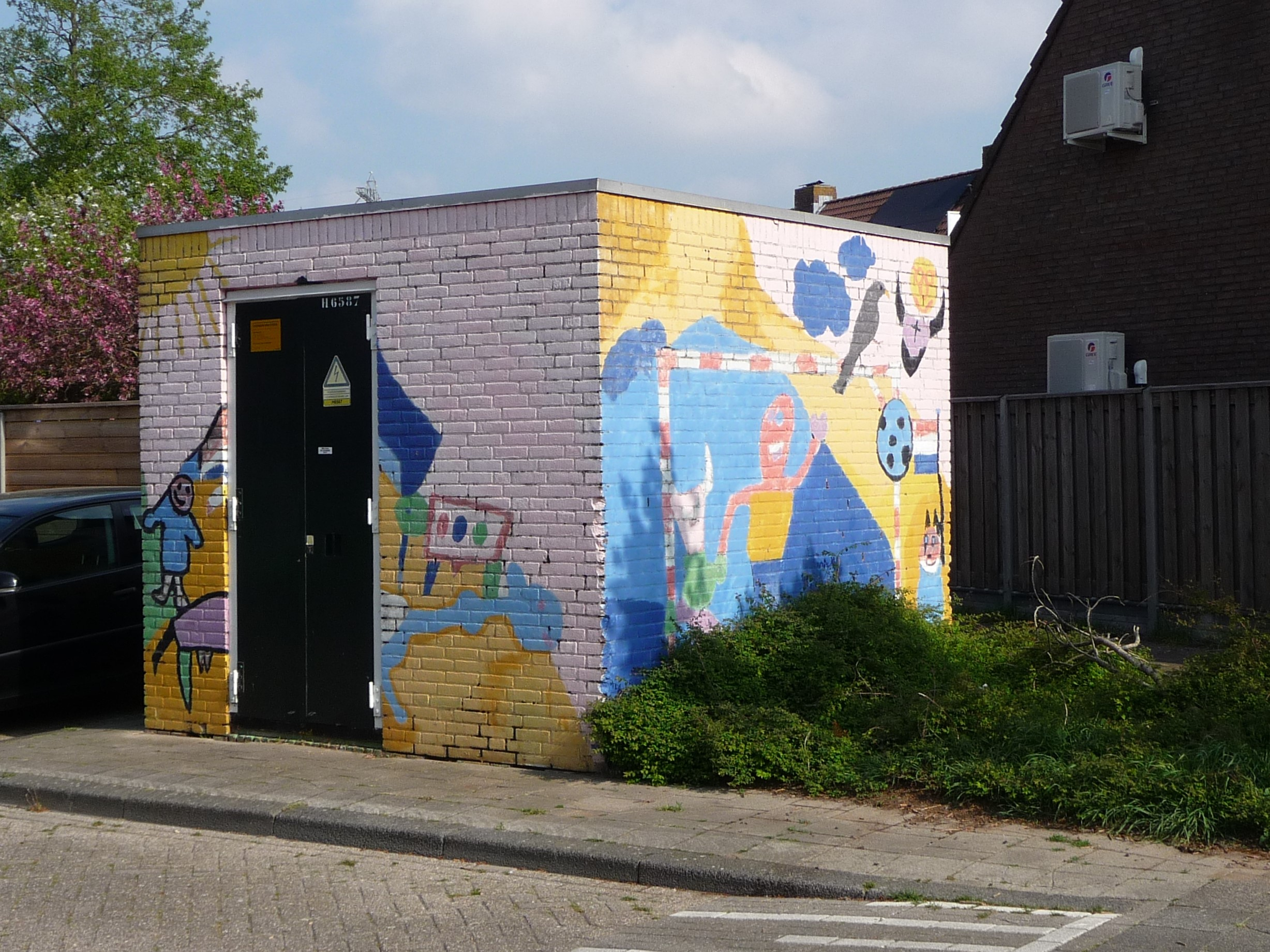
Beschilderd elektriciteitshuisje Raaigras
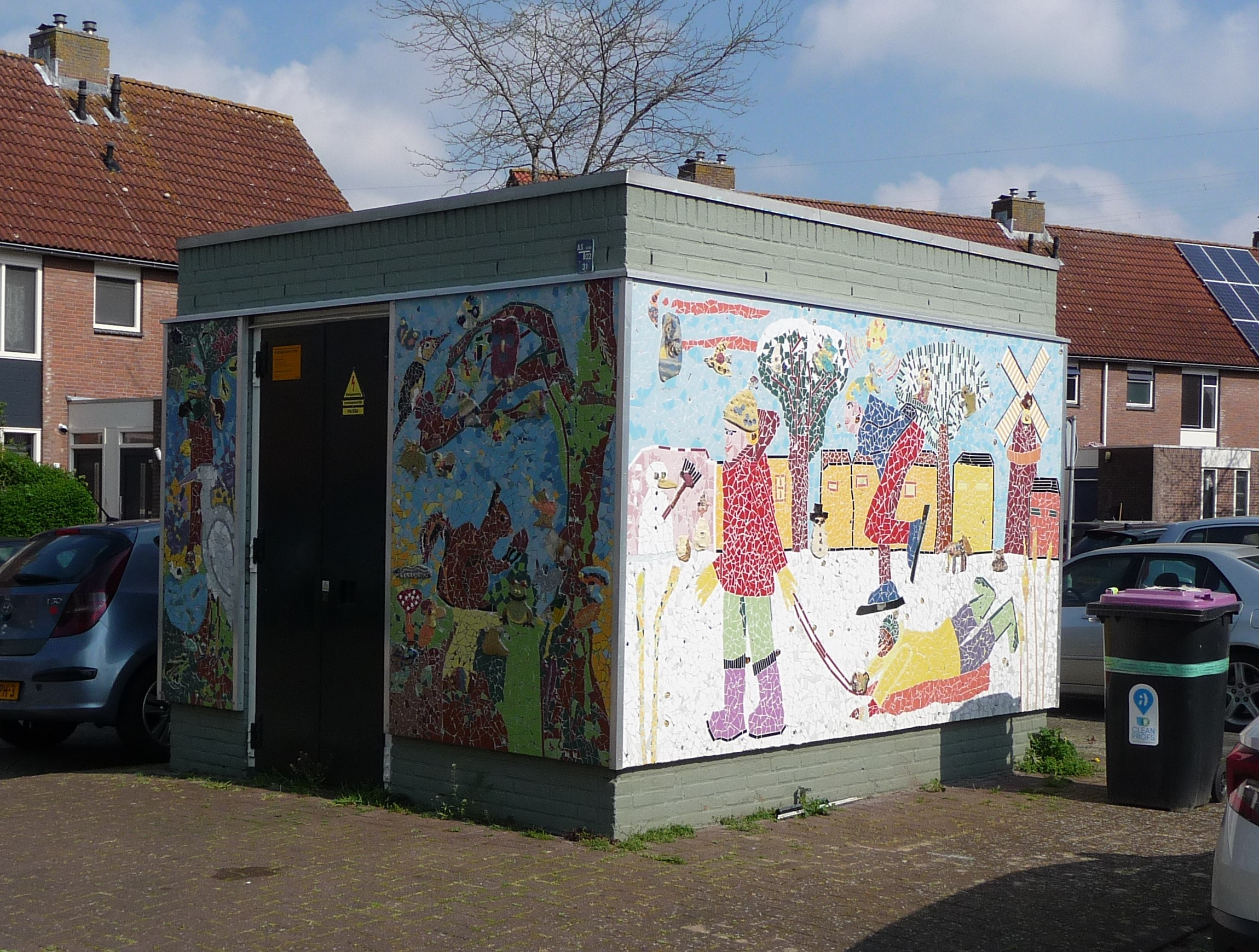
Elektriciteitshuisje Raaigras-Wollegras
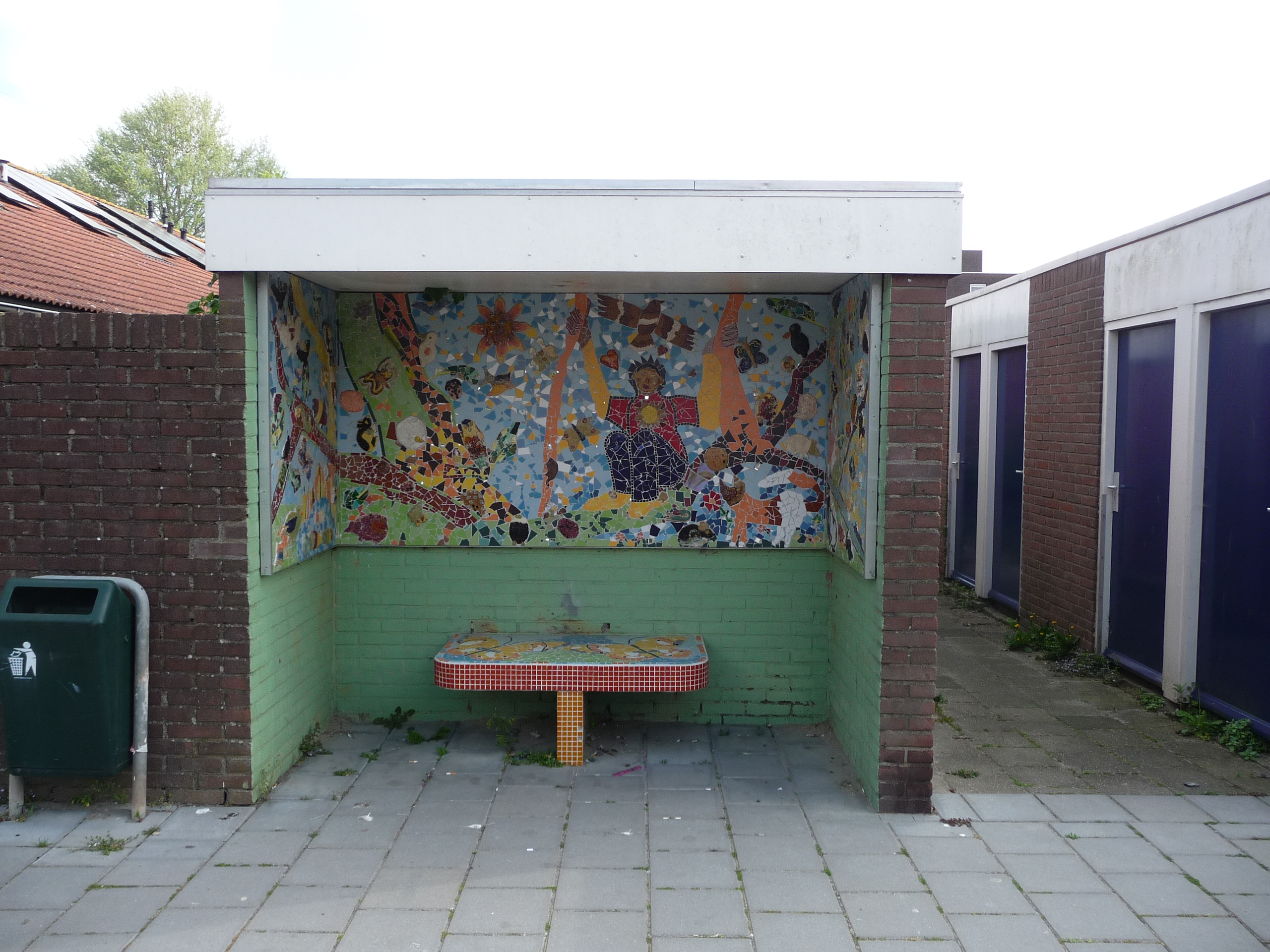
Bushokje Schaduwgras